# فرودگاه لوئیزویله
فرودگاه لوئیزویله (به انگلیسی: Louiseville Airport) یک فرودگاه همگانی است که یک باند فرود آسفالت دارد و طول باند آن ۹۱۴ متر است. این فرودگاه در کشور کانادا قرار دارد و در ارتفاع ۱۲ متری از سطح دریا واقع شده است.